# سنت جانز، ماریکوپا کانتی، آریزونا
سنت جانز (به انگلیسی: St. Johns) یک منطقهٔ مسکونی در ایالات متحده آمریکا است که در شهرستان مریکوپا، آریزونا واقع شده‌است. سنت جانز ۴۷۶ نفر جمعیت دارد.